# Васкес, Роберто
Роберто Гаспар Васкес Рамирес (исп. Roberto Gaspar Vásquez Ramírez, родился 26 мая 1983 в Панама, Панама) — панамский боксёр-профессионал, выступающий в наилегчайшей (Flyweight) весовой категории. Является действующим чемпионом мира по версии ВБА (WBA).
Наилучшая позиция в мировом рейтинге: 5-й.

## Результаты боёв
| Бой | Дата | Соперник | Судьи | Место боя | Раундов | Результат | Дополнительно |
| --- | ---- | -------- | ----- | --------- | ------- | --------- | ------------- |
|     |      |          |       |           |         |           |               |
| Бой | Дата | Соперник | Судьи | Место боя | Раундов | Результат | Дополнительно |